# André Marcel
André Marcel fou un periodista i home de teatre, nascut a Lausana, el 17 de març de 1902 i mort el 28 d'agost de 1996. Marcel va escriure una desena d'obres de teatre, la majoria d'un acte, que li valgueren l'any 1960 i 1963 els premis de la Societat d'autors i compositors dramàtics.

## Obra
- La foire au Mariage 1939
- Les dernières nouvelles 1940
- Le démon de la tendresse 1950
- Le carrousel sous la pluie 1951
- Mon Portuguais 1956
- Il n'y a pas de justice 1969
- Vous les femmes ... 1970
- Aimer la vie 1971
- Aux mains des guérisseurs 1972
- Le secret des guérisseurs 1973